# Villargondran
Villargondran – miejscowość i gmina we Francji, w regionie Owernia-Rodan-Alpy, w departamencie Sabaudia.
Według danych na rok 1990 gminę zamieszkiwały 824 osoby, a gęstość zaludnienia wynosiła 135 osób/km² (wśród 2880 gmin regionu Rodan-Alpy Villargondran plasuje się na 888. miejscu pod względem liczby ludności, natomiast pod względem powierzchni na miejscu 1428.).